# Lijst van Duitse ministers voor Economische Betrekkingen

## Bondsministers voor Financiële Bezittingen van deBondsrepubliek Duitsland(1949–1969)
| Nr.                                                                     | Bondsminister voor het Marshallplan       | Bondsminister voor het Marshallplan       | Bondsminister voor het Marshallplan       | Ambtstermijn      | Ambtstermijn     | Partij | Bondskanselier                   | Kabinet(ten) |
| ----------------------------------------------------------------------- | ----------------------------------------- | ----------------------------------------- | ----------------------------------------- | ----------------- | ---------------- | ------ | -------------------------------- | ------------ |
| 1                                                                       |                                           | Franz Blücher                             | Franz Blücher (Vicekanselier) (1896–1959) | 15 september 1949 | 20 oktober 1953  | FDP    | Konrad Adenauer (1949–1963)      | Adenauer I   |
| Nr.                                                                     | Bondsminister voor Financiële Bezittingen | Bondsminister voor Financiële Bezittingen | Bondsminister voor Financiële Bezittingen | Ambtstermijn      | Ambtstermijn     | Partij | Bondskanselier                   | Kabinet(ten) |
| (1)                                                                     |                                           | Franz Blücher                             | Franz Blücher (Vicekanselier) (1896–1959) | 20 oktober 1953   | 29 oktober 1957  | FDP    | Konrad Adenauer (1949–1963)      | Adenauer II  |
| 2                                                                       |                                           | Hermann Lindrath                          | Hermann Lindrath (1896–1960)              | 29 oktober 1957   | 27 februari 1960 | CDU    | Konrad Adenauer (1949–1963)      | Adenauer III |
| Vacant                                                                  |                                           |                                           |                                           |                   |                  |        | Konrad Adenauer (1949–1963)      | Adenauer III |
| 3                                                                       |                                           | Hans Wilhelmi                             | Hans Wilhelmi (1899–1970)                 | 12 april 1960     | 14 november 1961 | CDU    | Konrad Adenauer (1949–1963)      | Adenauer III |
| 4                                                                       |                                           | Hans Lenz                                 | Hans Lenz (1907–1968)                     | 14 november 1961  | 11 december 1962 | FDP    | Konrad Adenauer (1949–1963)      | Adenauer IV  |
| Vacant                                                                  |                                           |                                           |                                           |                   |                  |        | Konrad Adenauer (1949–1963)      | Adenauer IV  |
| 5                                                                       |                                           | Werner Dollinger                          | Werner Dollinger (1918–2008)              | 14 december 1962  | 1 december 1966  | CSU    | Konrad Adenauer (1949–1963)      | Adenauer V   |
| 5                                                                       | Ludwig Erhard (1963–1966)                 | Werner Dollinger                          | Werner Dollinger (1918–2008)              | 14 december 1962  | 1 december 1966  | CSU    | Erhard I                         |              |
| 5                                                                       | Ludwig Erhard (1963–1966)                 | Werner Dollinger                          | Werner Dollinger (1918–2008)              | 14 december 1962  | 1 december 1966  | CSU    | Erhard II                        |              |
| 6                                                                       |                                           | Kurt Schmücker                            | Kurt Schmücker (1919–1996)                | 1 december 1966   | 22 oktober 1969  | CDU    | Kurt Georg Kiesinger (1966–1969) | Kiesinger    |
| Functie samengevoegd met de bondsminister voor Economische Betrekkingen |                                           |                                           |                                           |                   |                  |        |                                  |              |

## Bondsministers voor Economische Betrekkingen van deBondsrepubliek Duitsland(1961–heden)
| Nr.         | Bondsminister voor Economische Betrekkingen Bundesminister für Wirtschaftliche Zusammenarbeit                                      | Bondsminister voor Economische Betrekkingen Bundesminister für Wirtschaftliche Zusammenarbeit                                      | Bondsminister voor Economische Betrekkingen Bundesminister für Wirtschaftliche Zusammenarbeit                                      | Ambtstermijn                 | Ambtstermijn     | Partij(en)       | Bonds- kanselier(s)              | Kabinet(ten) |
| ----------- | --- | --- | --- | ---------------------------- | ---------------- | ---------------- | -------------------------------- | ------------ |
| 1           | | Walter Scheel | Walter Scheel (1919–2016) | 14 november 1961             | 11 december 1962 | FDP              | Konrad Adenauer (1949–1963)      | Adenauer IV  |
| Vacant      | | | |                              |                  |                  | Konrad Adenauer (1949–1963)      | Adenauer IV  |
| (1)         | | Walter Scheel | Walter Scheel (1919–2016) | 14 december 1962             | 28 oktober 1966  | FDP              | Konrad Adenauer (1949–1963)      | Adenauer V   |
| (1)         | Ludwig Erhard (1963–1966) | Walter Scheel | Walter Scheel (1919–2016) | 14 december 1962             | 28 oktober 1966  | FDP              | Erhard I                         |              |
| (1)         | Ludwig Erhard (1963–1966) | Walter Scheel | Walter Scheel (1919–2016) | 14 december 1962             | 28 oktober 1966  | FDP              | Erhard II                        |              |
| [ 3 ] [ 4 ] | Ludwig Erhard (1963–1966) | | Werner Dollinger | Werner Dollinger (1918–2008) | 28 oktober 1966  | 1 december 1966  | CSU                              |              |
| 2           | | Hans-Jürgen Wischnewski | Hans-Jürgen Wischnewski (1922–2005)                                                                                                | 1 december 1966              | 1 oktober 1968   | SPD              | Kurt Georg Kiesinger (1966–1969) | Kiesinger    |
| Vacant      | | | |                              |                  |                  | Kurt Georg Kiesinger (1966–1969) | Kiesinger    |
| 3           | | Erhard Eppler | Erhard Eppler (1926–2019) | 16 oktober 1968              | 8 juli 1974      | SPD              | Kurt Georg Kiesinger (1966–1969) | Kiesinger    |
| 3           | Willy Brandt (1969–1974) | Erhard Eppler | Erhard Eppler (1926–2019) | 16 oktober 1968              | 8 juli 1974      | SPD              | Brandt I                         |              |
| 3           | Willy Brandt (1969–1974) | Erhard Eppler | Erhard Eppler (1926–2019) | 16 oktober 1968              | 8 juli 1974      | SPD              | Brandt II                        |              |
| 3           | Walter Scheel (1974) | Erhard Eppler | Erhard Eppler (1926–2019) | 16 oktober 1968              | 8 juli 1974      | SPD              |                                  |              |
| 3           | Helmut Schmidt (1974–1982) | Erhard Eppler | Erhard Eppler (1926–2019) | 16 oktober 1968              | 8 juli 1974      | SPD              | Schmidt I                        |              |
| 4           | Helmut Schmidt (1974–1982) | | Egon Bahr | Egon Bahr (1922–2015)        | 8 juli 1974      | 14 december 1976 | Schmidt I                        | SPD          |
| 5           | Helmut Schmidt (1974–1982) | | Marie Schlei | Marie Schlei (1919–1983)     | 14 december 1976 | 6 februari 1978  | SPD                              | Schmidt II   |
| 6           | Helmut Schmidt (1974–1982) | | Rainer Offergeld | Rainer Offergeld (1937)      | 6 februari 1978  | 1 oktober 1982   | SPD                              | Schmidt II   |
| 6           | Helmut Schmidt (1974–1982) | Schmidt III | Rainer Offergeld | Rainer Offergeld (1937)      | 6 februari 1978  | 1 oktober 1982   | SPD                              |              |
| 7           | | | Jürgen Warnke (1932–2013) | 1 oktober 1982               | 12 maart 1987    | CSU              | Helmut Kohl (1982–1998)          | Kohl I       |
| 7           | Kohl II | | Jürgen Warnke (1932–2013) | 1 oktober 1982               | 12 maart 1987    | CSU              | Helmut Kohl (1982–1998)          |              |
| 8           | | Hans Klein | Hans Klein (1931–1996) | 12 maart 1987                | 21 april 1989    | CSU              | Helmut Kohl (1982–1998)          | Kohl III     |
| (7)         | | | Jürgen Warnke (1932–2013) | 21 april 1989                | 18 januari 1991  | CSU              | Helmut Kohl (1982–1998)          | Kohl III     |
| 9           | | Carl-Dieter Spranger | Carl-Dieter Spranger (1939) | 18 januari 1991              | 22 januari 1993  | CSU              | Helmut Kohl (1982–1998)          | Kohl IV      |
| Nr.         | Bondsminister voor Economische Betrekkingen en Ontwikkelingshulp Bundesminister für Wirtschaftliche Zusammenarbeit und Entwicklung | Bondsminister voor Economische Betrekkingen en Ontwikkelingshulp Bundesminister für Wirtschaftliche Zusammenarbeit und Entwicklung | Bondsminister voor Economische Betrekkingen en Ontwikkelingshulp Bundesminister für Wirtschaftliche Zusammenarbeit und Entwicklung | Ambtstermijn                 | Ambtstermijn     | Partij(en)       | Bonds- kanselier(s)              | Kabinet(ten) |
| (9)         | | Carl-Dieter Spranger | Carl-Dieter Spranger (1939) | 22 januari 1993              | 27 oktober 1998  | CSU              | Helmut Kohl (1982–1998)          | Kohl IV      |
| (9)         | Kohl V | Carl-Dieter Spranger | Carl-Dieter Spranger (1939) | 22 januari 1993              | 27 oktober 1998  | CSU              | Helmut Kohl (1982–1998)          |              |
| 10          | | Heidemarie Wieczorek-Zeul | Heidemarie Wieczorek-Zeul (1942)                                                                                                   | 27 oktober 1998              | 28 oktober 2009  | SPD              | Gerhard Schröder (1998–2005)     | Schröder I   |
| 10          | Schröder II | Heidemarie Wieczorek-Zeul | Heidemarie Wieczorek-Zeul (1942)                                                                                                   | 27 oktober 1998              | 28 oktober 2009  | SPD              | Gerhard Schröder (1998–2005)     |              |
| 10          | Angela Merkel (2005–2021) | Heidemarie Wieczorek-Zeul | Heidemarie Wieczorek-Zeul (1942)                                                                                                   | 27 oktober 1998              | 28 oktober 2009  | SPD              | Merkel I                         |              |
| 11          | Angela Merkel (2005–2021) | | Dirk Niebel | Dirk Niebel (1963)           | 28 oktober 2009  | 17 december 2013 | FDP                              | Merkel II    |
| 12          | Angela Merkel (2005–2021) | | Gerd Müller | Gerd Müller (1955)           | 17 december 2013 | 8 december 2021  | CSU                              | Merkel III   |
| 12          | Angela Merkel (2005–2021) | Merkel IV | Gerd Müller | Gerd Müller (1955)           | 17 december 2013 | 8 december 2021  | CSU                              |              |
| 13          | | Svenja Schulze | Svenja Schulze (1968) | 8 december 2021              | 6 mei 2025       | SPD              | Olaf Scholz (2021–2025)          | Scholz       |
| 14          | | Reem Alabali-Radovan | Reem Alabali- Radovan (1990) | 6 mei 2025                   | heden            | SPD              | Friedrich Merz (2025–heden)      | Merz         |